# Claytonia ozarkensis
Claytonia ozarkensis är en källörtsväxtart som beskrevs av John M.Mill. och K.L.Chambers. Claytonia ozarkensis ingår i släktet vårskönor, och familjen källörtsväxter. Inga underarter finns listade i Catalogue of Life.